# Kvarteret Sparsamheten

Kvarteret Sparsamheten är dels ett kedjehusområde i Skarpnäcks gård i södra Stockholm med adress Rönnapelvägen 2-38, dels en del av det angränsande småstugeområdet Pungpinan med adress Lugna Gatan 20-38 (Sparsamheten 1-10). Området ligger längs Gamla Tyresövägen i närheten av Skogskyrkogården och i anslutning till småstugeområdet Pungpinan. Husen uppfördes år 2009 genom Byggnadsfirman Erik Wallin AB med Kjellander och Sjöberg som arkitekter. Husen på Lugna Gatan började uppföras 1927.
Mellan Gamla Tyresövägen och småstugeområdet Pungpinan som byggdes 1927 sträcker sig 19 radhus med storlek 140 m2 i två plan vardera. Raden är uppdelad i tre grupper à sju respektive fem hus. Husen är i princip fristående enheter och enbart sammanlänkade med en balkong. Huslängans byggnader står något vinklad mot Gamla Tyresövägen vilket ger en intressant perspektivverkan. Varje byggnad har ett markant takfall över två våningar ner mot trädgårdssidan. Fasaderna är av mörkgrå slammad stående träpanel, som har inslag av ockrafärgad slätplåt i bottenvåningen mot gatan.  Taket är täckt med falsad bandplåt. På taken finns ett ljusinsläpp. Mot nordost ligger trädgårdarna och här finns en ny renoverad gångstig som ansluter till den äldre bebyggelsen från 1920-talet. Kedjehusen uppläts som bostadsrätter.
Radhusområdet "Kvarteret Sparsamheten" nominerades till Årets Stockholmsbyggnad 2010 arrangerad av Stockholms stad.

## Bilder

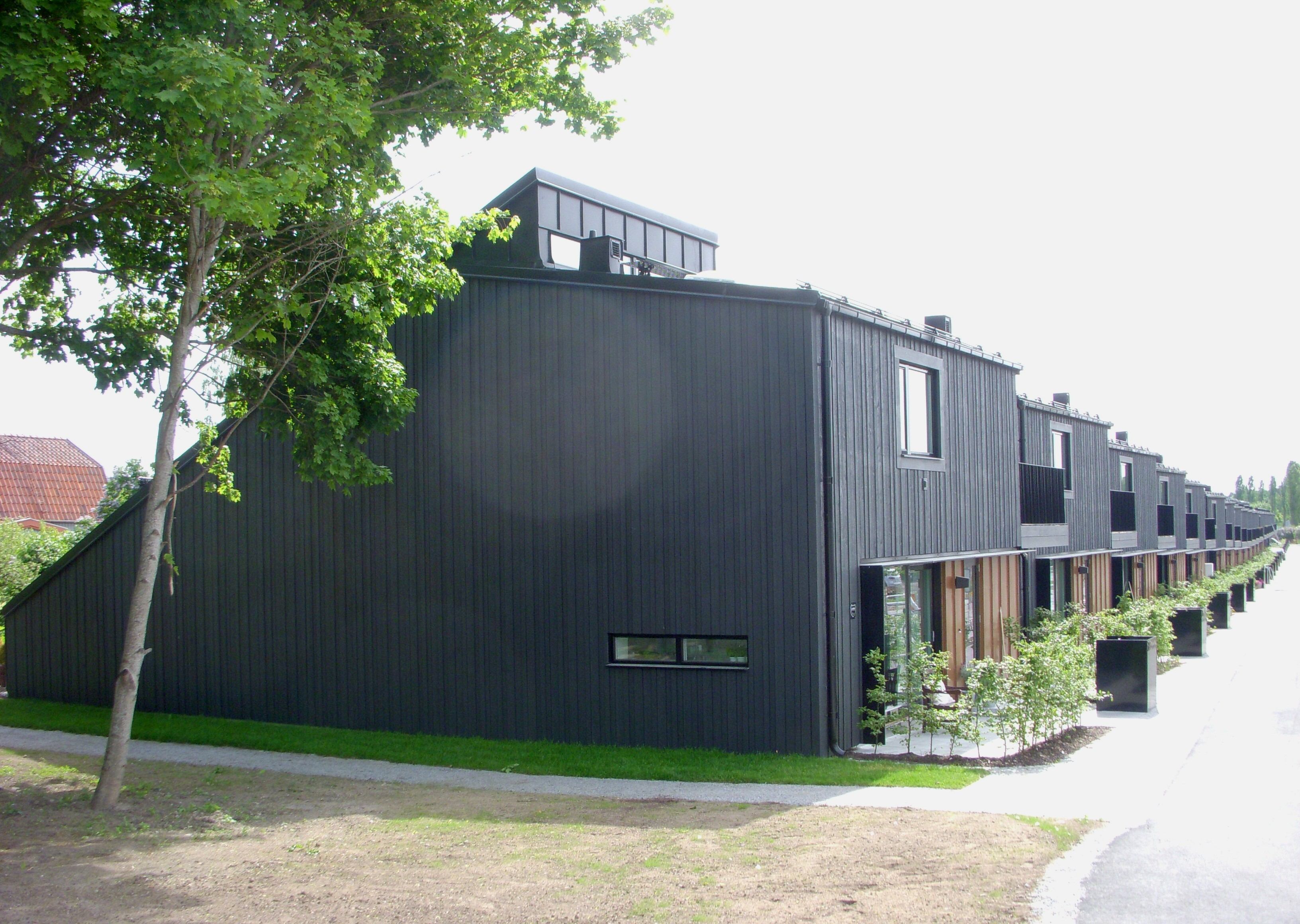
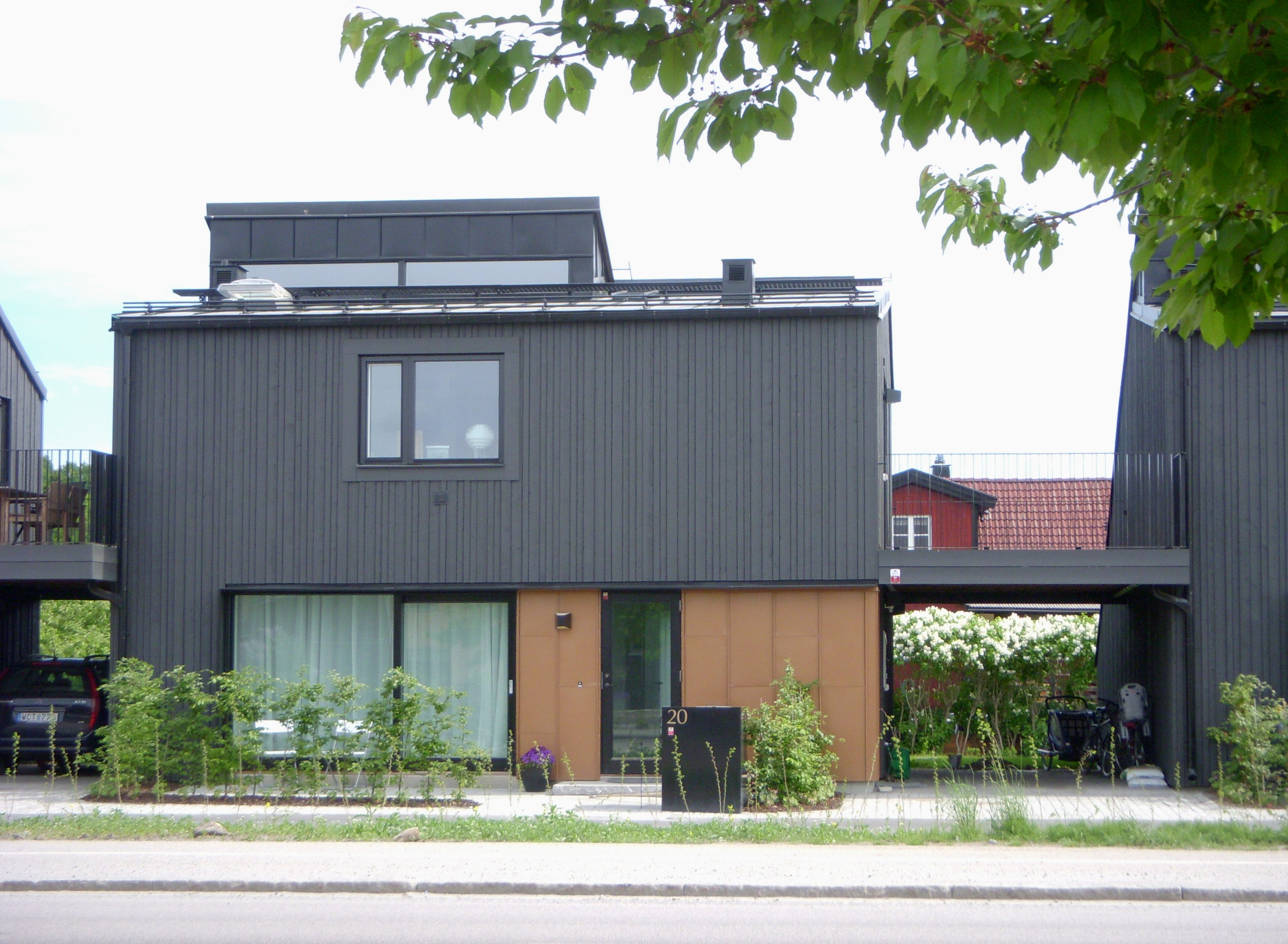
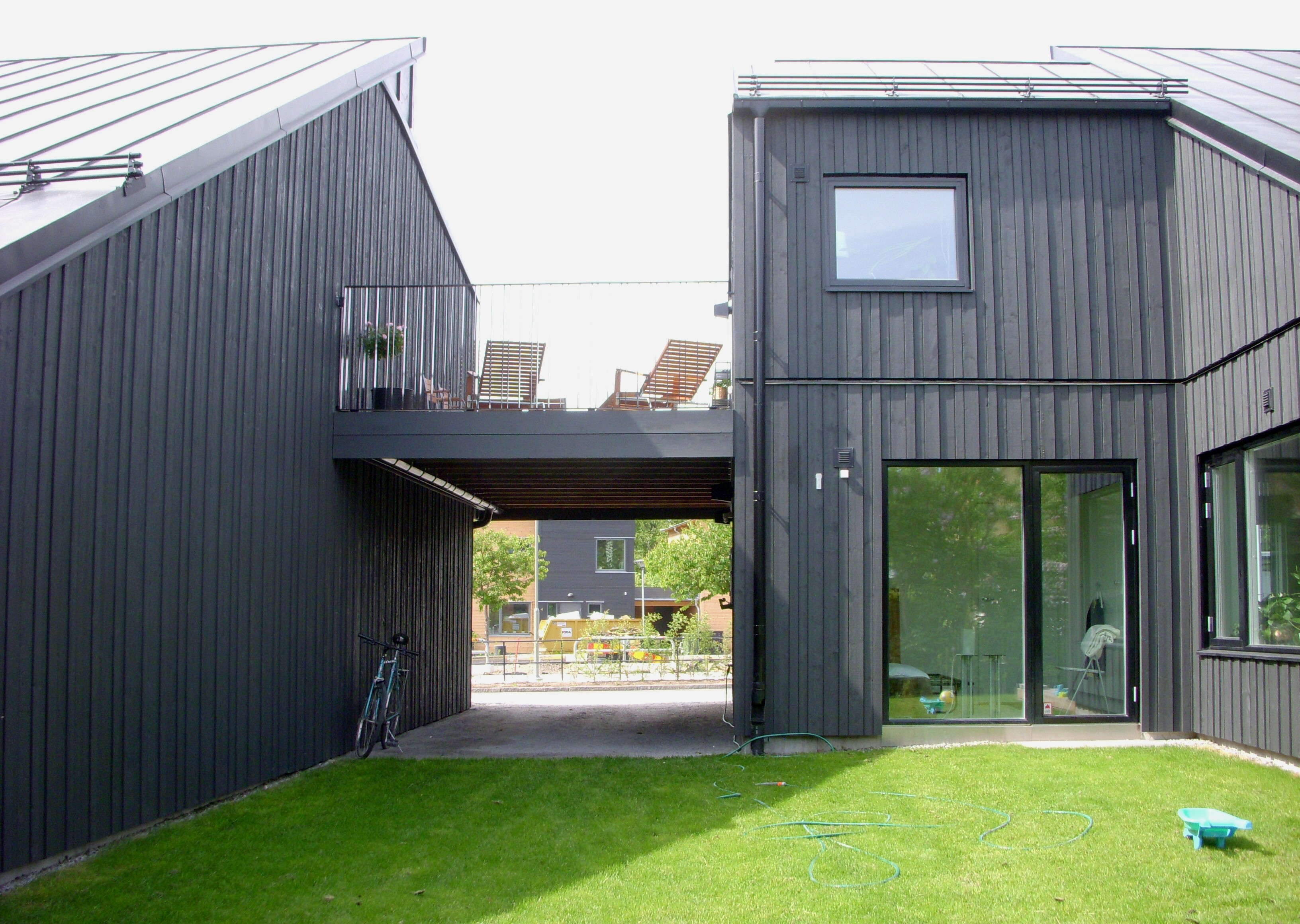
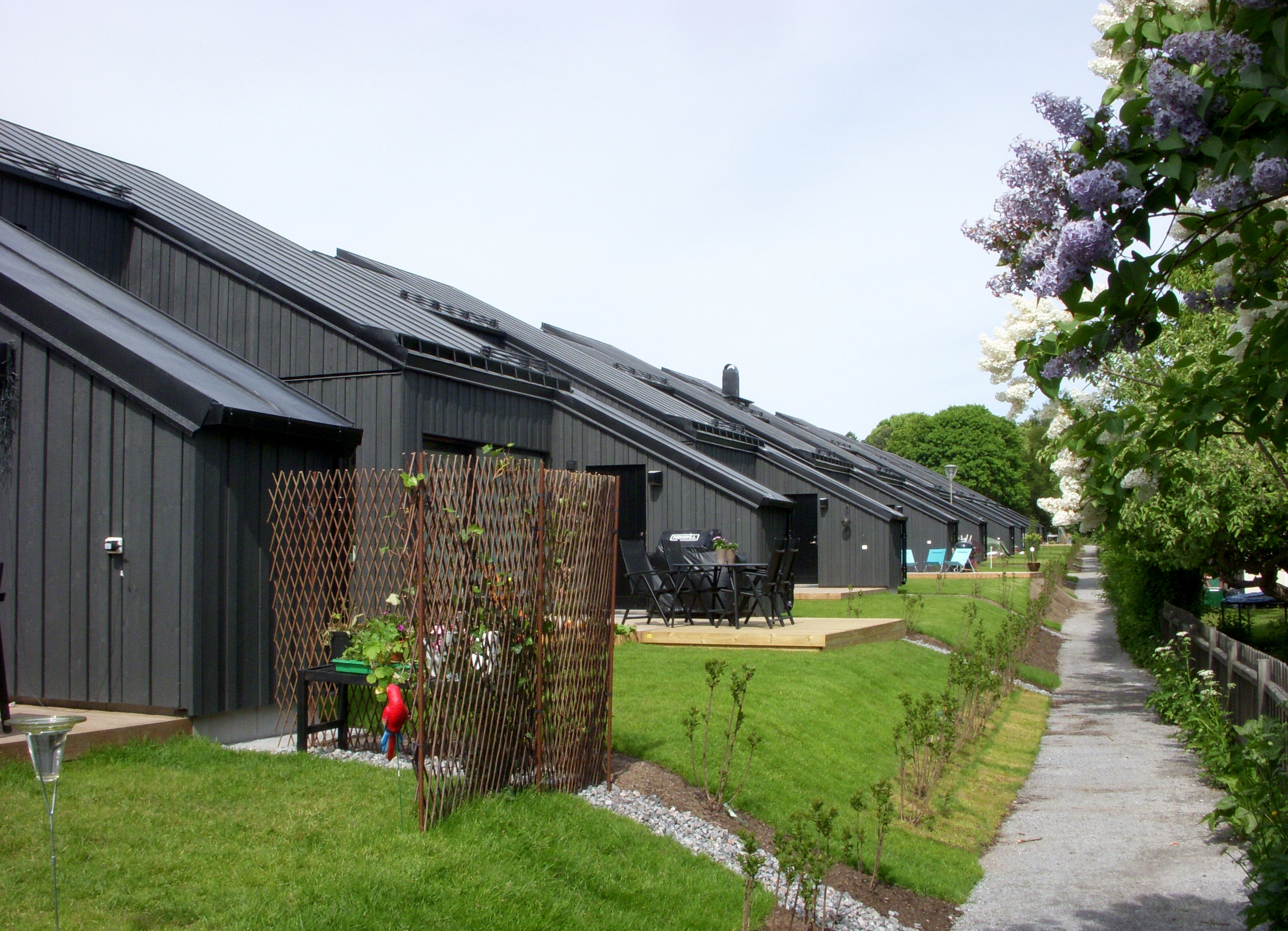

Kvarteret Sparsamheten i juni 2010.